# هيئة الأركان العامة للقوات المسلحة التركية

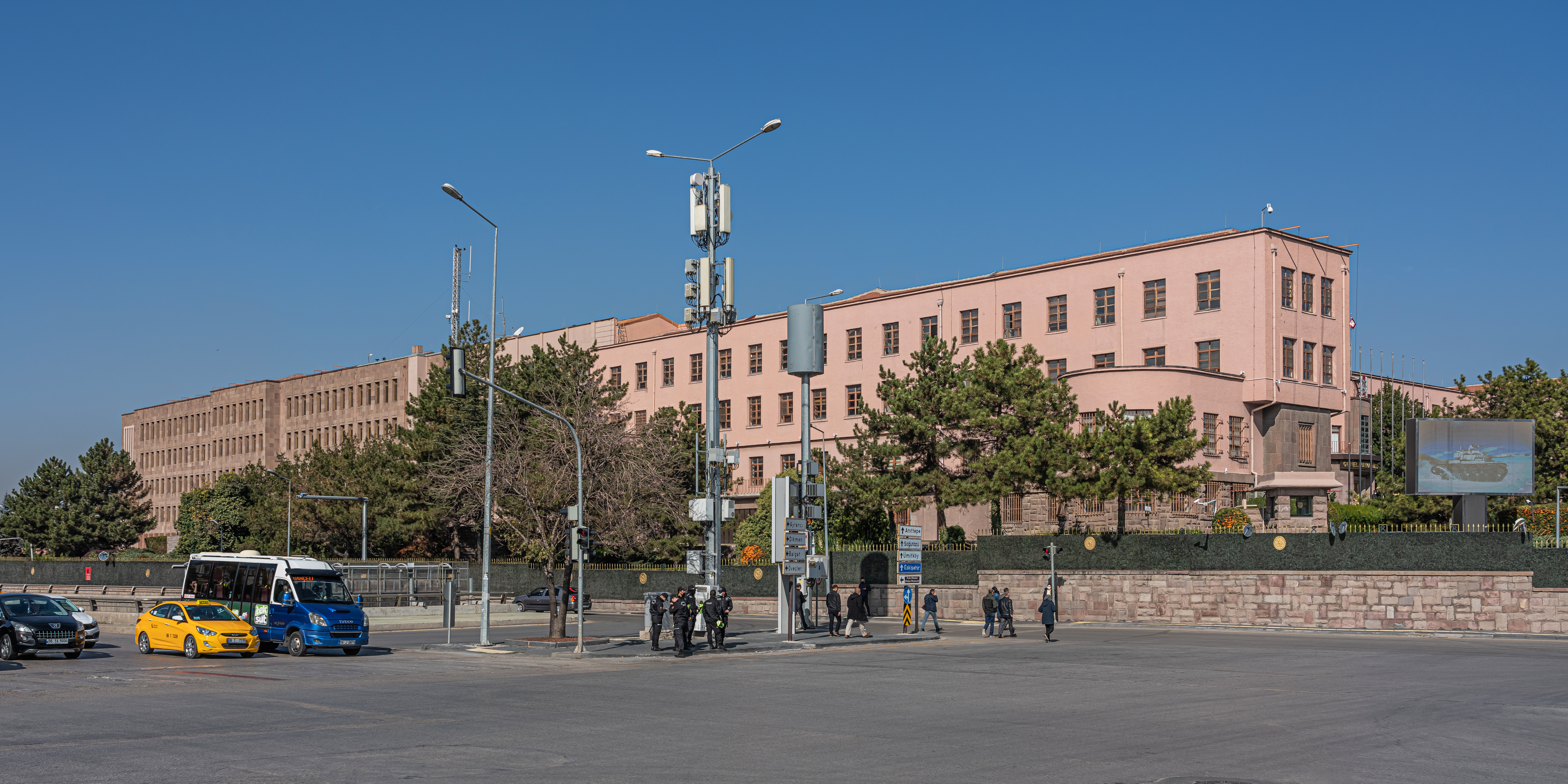
مقر قيادة الاركان في چانكايا.

هيئة الأركان العامة للقوات المسلحة التركية (بالتركية: Türk Silahlı Kuvvetleri Genelkurmay Başkanlığı، اختصار: TSK Gnkur. Bşk.lığı)‏ هي أعلى وحدة عسكرية مستوى، تقود القوات المسلحة التركية ، مقرها جانكايا في أنقرة. رئيس الجمهورية هو من يعين رئيس الأركان العامة قائدًا للقوات المسلحة التركية وفقًا للمادة 117 من دستور جمهورية تركيا ، ويؤدي مهام القائد العام نيابة عن الرئاسة في الوقت المناسب عند الحرب. وهو مسؤول عن واجباته أمام وزارة الدفاع الوطني. افتتح مبنى الأركان العامة في 29 أكتوبر 1931 بحفل حضره مصطفى كمال أتاتورك. رئيس الأركان الحالي هو الجنرال متين غوراك منذ 3 أغسطس 2023..

## الواجبات
رئيس الأركان هو قائد الجيش ويقوم بالمهام التالية:
- القيام بواجب القائد العام في الحرب نيابة عن رئيس الجمهورية
- تحديد المبادئ والأولويات والبرامج الرئيسية المتعلقة بالأفراد والاستخبارات والعمليات والتنظيم وخدمات التدريب في إعداد القوات المسلحة للحرب
- إبداء الرأي في تحديد الجوانب العسكرية للاتفاقيات والمعاهدات الدولية المقرر إجراؤها وتحديد مبادئ التنفيذ ؛ حضور أو إرسال ممثلين إلى هذه الاجتماعات عند الضرورة

### وقت المهمة
تبلغ فترة ولاية رؤساء الأركان العامة 4 سنوات في ظل الظروف العادية ، ولكن يمكن لرئيس الجمهورية تمديد هذه الفترة لفترات مدتها عام واحد ، حتى الحد الأدنى للسن.
لم تستطع الأكاديمية العسكرية تخريج ضباط في عامي 1963 و 1964 لأنها شاركت في انتفاضة 22 فبراير 1962 وانتفاضة 20 مايو 1963. انعكس تأثير ذلك في مستوى القيادة في العقد الأول من القرن الحادي والعشرين ، وظل القادة أقصر في واجباتهم بسبب الحد الأدنى للسن. يسار بويوكانيت وإيلكر باشبوغ شغلوا منصب رئيس هيئة الأركان العامة لمدة عامين. بينما واصل رئيس الأركان العامة إيشيك كوشانير مهامه لمدة ثلاث سنوات واختفت مشكلة الحد الأدنى للسن بعد عام 2013. استقال معاً في نفس اليوم  جميع قادة القوات ، وعين اللواء نجدت أوزيل أولًا نائبًا لرئيس قيادة القوات البرية وهيئة الأركان العامة ، وفي 4 أغسطس 2011 رئيسًا للأركان العامة . بعد تقاعد الجنرال نجدت أوزيل ، أصبح الجنرال خلوصي أكار رئيس أركان المجلس العسكري الأعلى المنعقد في 4 أغسطس 2015. في عام 2018 ، تم تعيين قائد القوات البرية ، العماد ياشار غولر ، رئيسًا لهيئة الأركان العامة بموجب قرار رئاسي. في ظل الظروف العادية ، تم تمديد ولاية غولر ، التي انتهت في 30 أغسطس 2022 ، من قبل الرئيس حتى 30 أغسطس 2023 ، مع نشر قرار التعيين في الجريدة الرسمية. وبعد الانتخابات الرئاسية عين غولر وزيرًا للدفاع وكلف الجنرال موسى أفسيفر بمهام الرئاسة حتى موعد اجتماع مجلس الشورى العسكري في 3 أغسطس 2023  فعين متين غوراك رئيسًا للأركان.